# Povodeň v Česku (2006)

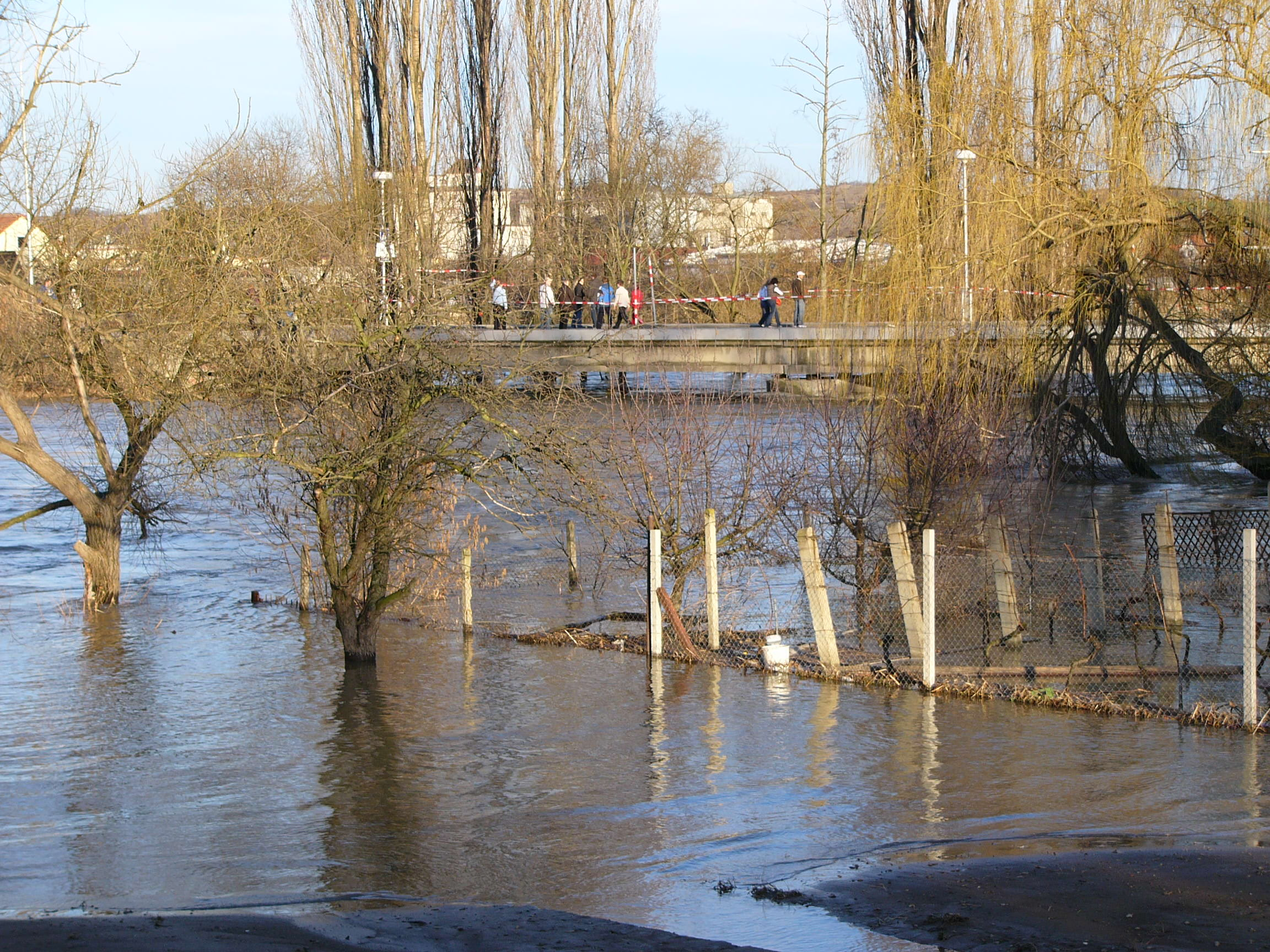
Sedlešovický most ve Znojmě

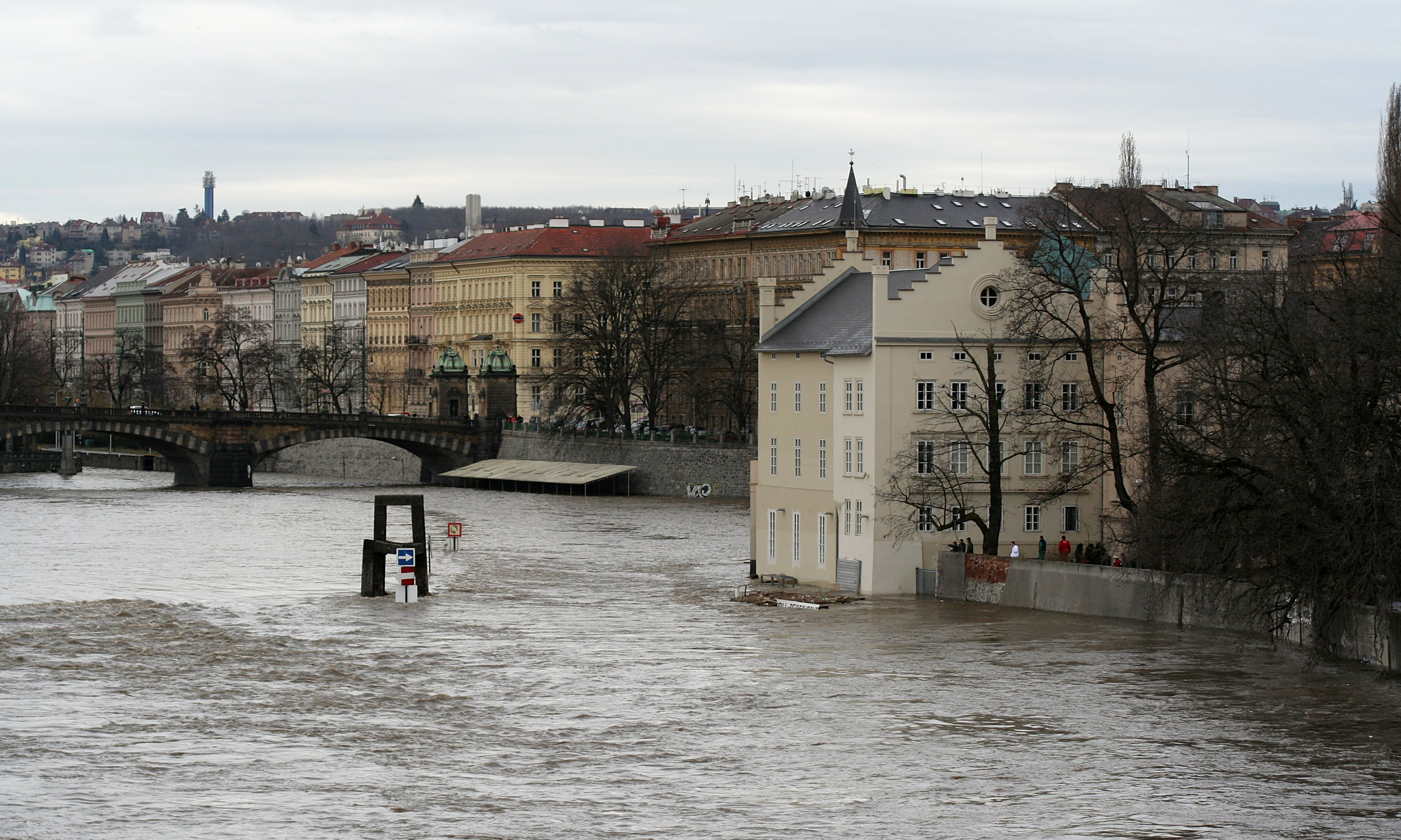
Vltava u Sovových mlýnů v Praze

V roce 2006 došlo na přelomu března a dubna k povodni na velké části území České republiky a širšího území střední Evropy. Způsobila je kombinace vydatných srážek a prudkého oteplení, které vedlo k rychlému tání bohaté sněhové pokrývky.
Nejhorší situace byla na Dyji a Nových Mlýnech, na povodí řek Labe, Morava a Lužnice. Došlo k zatopení několika sídel, mimo jiné i větších částí měst (Ústí nad Labem, Olomouce, Plané nad Lužnicí či Znojma). Vltava nezpůsobila vážnější škody, protože se ji povedlo částečně zregulovat pomocí předem vypuštěných děl Vltavské kaskády, zejména Lipna.
Začátek povodní se datuje k 25. březnu 2006 a skončily přibližně 5. dubna. Velká voda zasáhla obce na Vltavě, Lužnici, Labi, Sázavě a Jizeře. Mezi nejpostiženější města patřilo Veselí nad Lužnicí a okolí na řece Lužnici, kde bylo zaplaveno až 400 obydlí. Další výrazně postižené obce byly Planá nad Lužnicí, Soběslav, Křešice, České Kopisty, Litoměřice a Posázaví. Ušetřena nezůstala ani Morava. Povodně nakonec zasáhly sedm krajů s několika sty obcemi (v jižních Čechách např. 178 obcí).
Česká vláda na odškodnění obětí povodní uvolnila nejprve 380 miliónů českých korun a později 5 miliard z dividend akcií ČEZu. Celkové škody povodní se vyšplhaly až k 5 miliardám českých korun.

## Jednotlivá místa

### DyjeaZnojmo
Koncem března 2006 byla zatopena část města Znojma. V souvislosti s touto událostí 31. března 2006 ministr zemědělství Jan Mládek odvolal z funkce Miroslava Konečného, pověřeného řízením Povodí Moravy. Podle sdělení znojemského starosty Pavla Balíka listu MF Dnes bylo při přítoku do Vranovské přehrady 200 m3/s vypouštěno jen 20 m3/s, což společně s nedostatečnou předchozí rezervou pro jarní tání bylo příčinou nezvládnutí situace.
Nejvýznamnější povodeň v roce 2006 byla právě na konci března a začátkem dubna. Kde některé toky dosahovaly Q50 až Q100 (písmenem Q se značí průtok, a číslicí za ním se značí letost průtoku např. Q50=Padesátiletý průtok)
Druhá povodeň v roce 2006 se odehrála v květnu. Květnová povodeň byla způsobena srážkami na zvlněné studené frontě, které opakovaně zasáhly západní Čechy. Dvoudenní srážkový úhrn byl až okolo 120 mm. Výsledkem byly průtoky až okolo Q50.